# Irène vierge
Irena puella
Espèce
Répartition géographique
Statut de conservation UICN

 LC  : Préoccupation mineure
L'Irène vierge (Irena puella) aussi appelée Oiseau bleu des fées est une des plus remarquables espèces de passereaux de la famille des irenidés vivant dans l'écozone indomalaise.

## Description

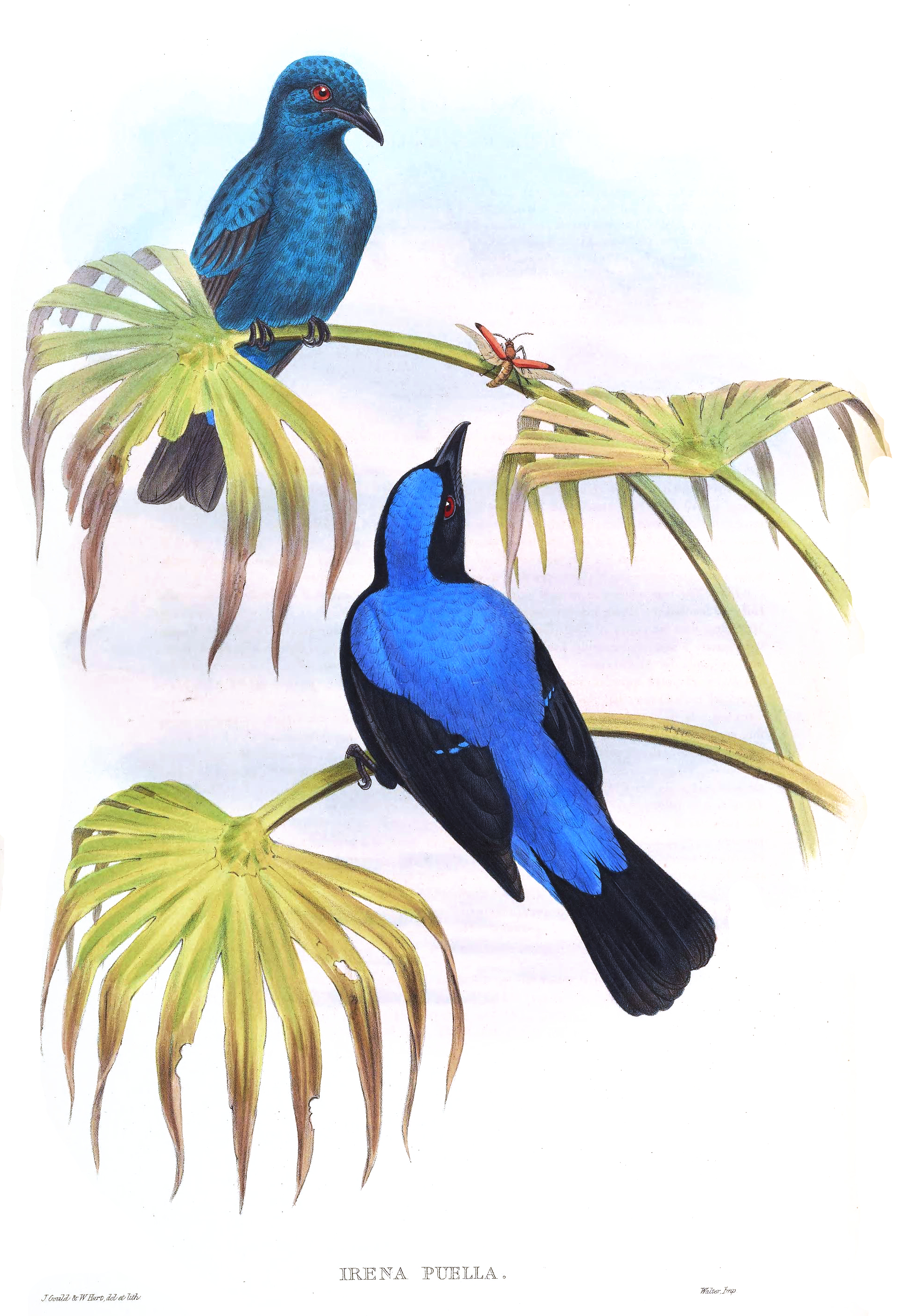
Illustration zoologique, entre 1850 et 1883
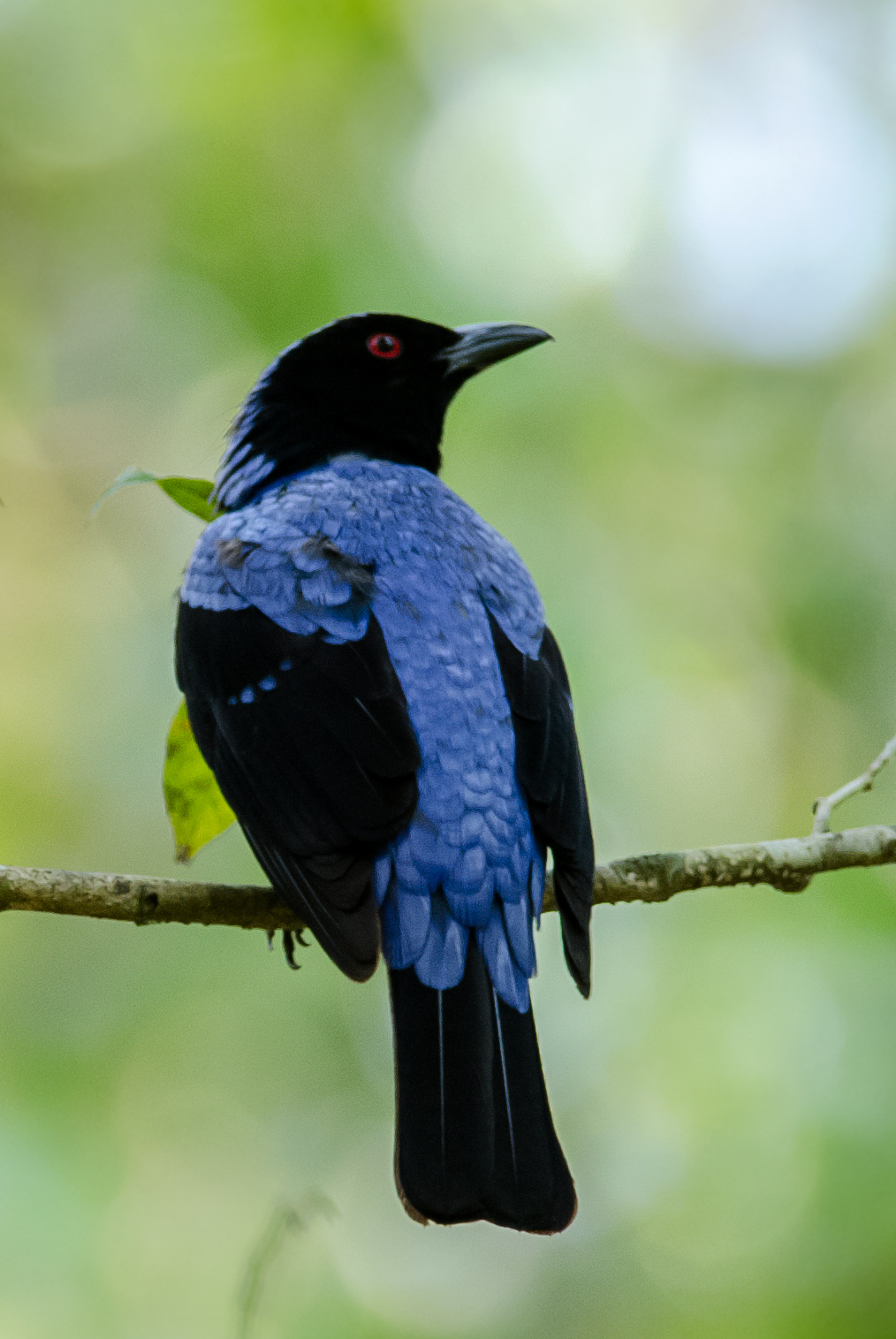
Mâle
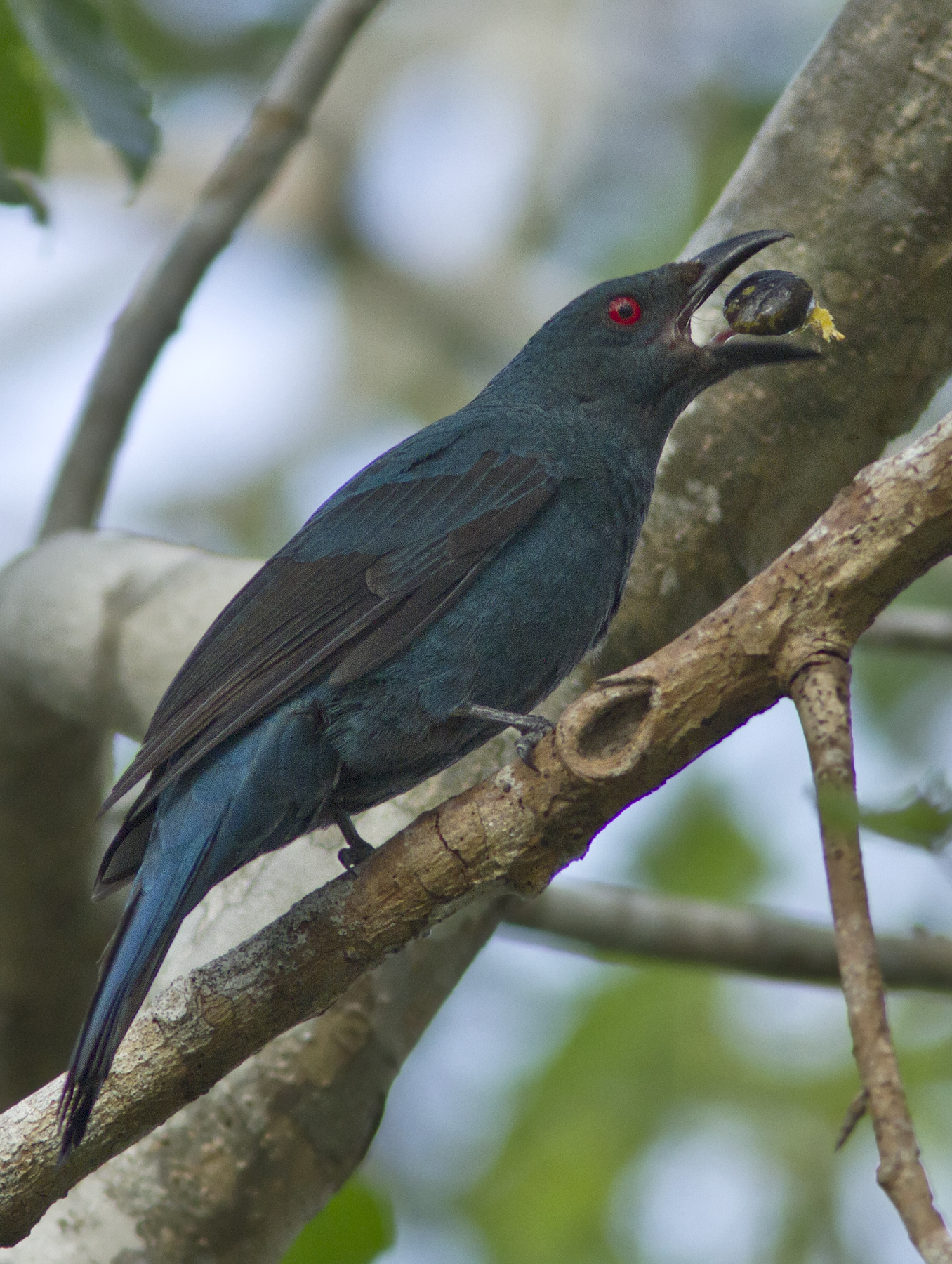
Femelle
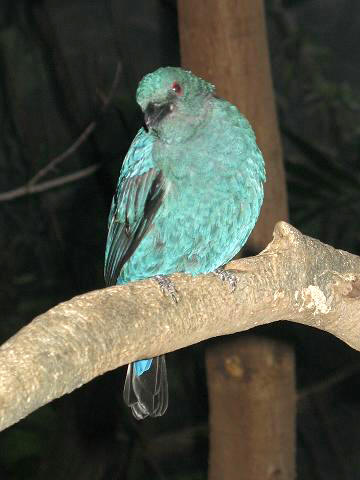
Femelle photographiée au flash

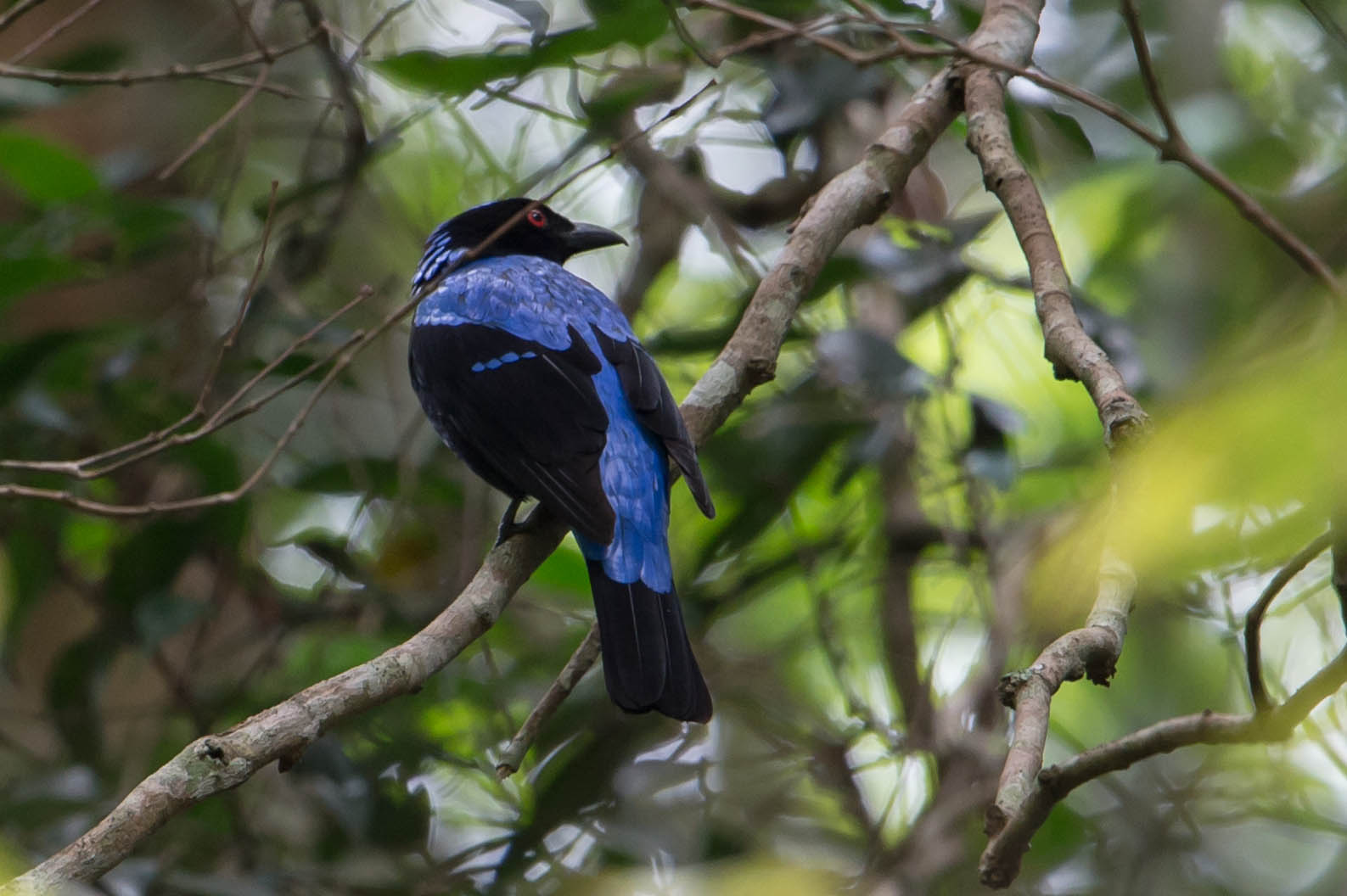
Parc national de Kaeng Krachan, Thaïlande

Le mâle possède un plumage noir velouté avec la nuque, le dos et une partie des ailes d'un bleu outremer.
La femelle est entièrement bleu gris.
Les deux sexes possèdent des yeux rouges
- Longueur : 21-26 cm
- Envergure :
- Poids : 56-76 g (mâle) & 52-71 g (femelle)

L'oiseau bleu se déplace seul ou en groupe de 6 à 8 individus et se tient souvent à la cime des arbres où il sautille de branches en branches.

## Répartition et habitat
Elle comprend deux zones disjointes :
- une première, au sud-ouest de l'Inde (région des Ghâts occidentaux) à laquelle on peut relier les petites populations du Dekkan et celles du Sri Lanka, disparues au cours du XXe siècle,
- une seconde, beaucoup plus étendue, couvrant l'Asie du sud-est du nord est de l'Inde (contreforts de l'Himalaya) au sud de la Chine à l'Indochine et à la péninsule Malaise ainsi qu'à l'ouest de l'Indonésie (Sumatra, Java, Bornéo) et des Philippines (Palawan).

Cet oiseau vit dans les forêts tropicales humides d'arbres à feuilles caduques ou à feuilles permanentes. On le voit aussi dans les sholas (en). Il aime les plantations de café et la jungle épaisse.

## Écologie et comportement

### Cris et chant
L'irène vierge émet un chant musical et coulant, notes limpides et percutantes "ouite, ouite" ou "ouite-tu, ouite-tu" ou "huit-kuitut" et "ouat-sit".
- Cri de l'Irène vierge 30 secondes
- cri 1 minute 01 seconde
- cri 8 secondes
- cri 13 secondes
- Cri 39 secondes

### Alimentation
L'Irène vierge est essentiellement frugivore.
Elle se nourrit principalement de fruits en haut des grands arbres et de baies. Elle est particulièrement friande des différentes variétés de figues sauvages.
Cet oiseau apprécie boire aussi le nectar des fleurs des arbres des genres Erythrina et Grevillea.
Elle avale également quelques insectes dont des termites volants..

### Nidification et élevage des jeunes

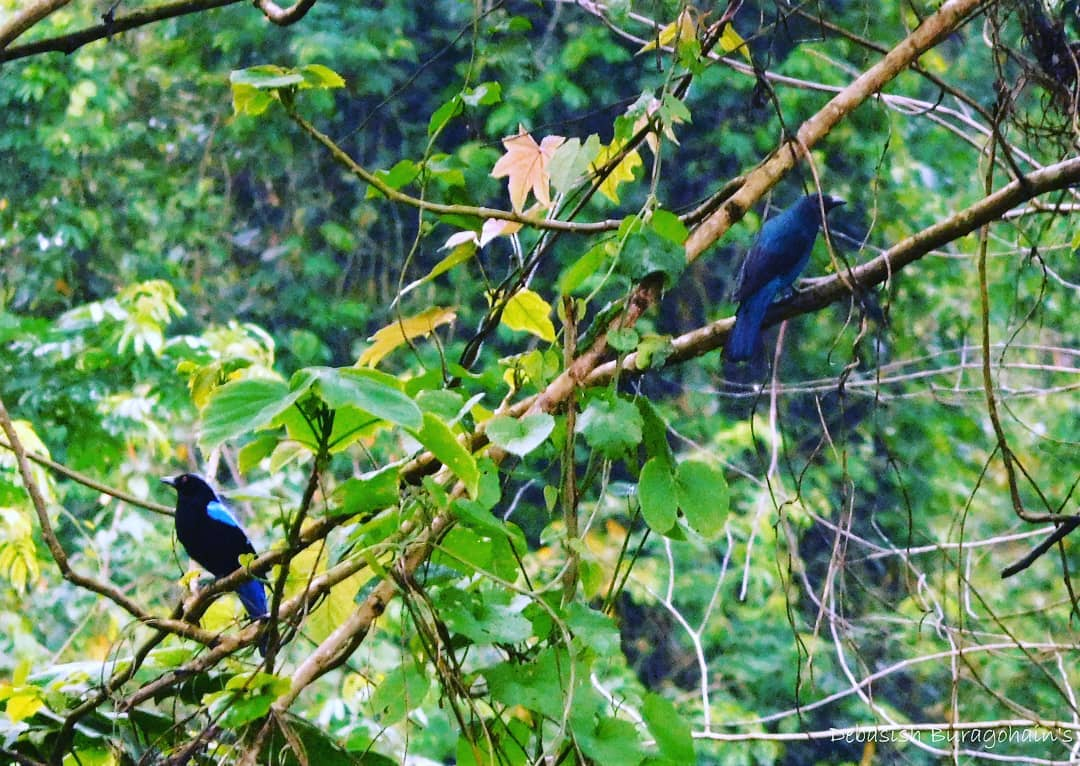
Couple d'oiseaux bleus des fées Irènes vierges

L'oiseau se reproduit vers le printemps de février à avril.
Lors de la parade nuptiale, le mâle tente de séduire la femelle par son chant.
Le couple d'oiseaux recherche dans une forêt tropicale pluviale le lieu où installer son nid, souvent la fourche d'une branche d'un arbre à environ 5 m au-dessus du sol. Puis la femelle construit un nid en forme de coupe constitué de rameaux secs de 16 à 19 cm de long  sur lequel elle pose de la mousse verte, des racines et des feuilles.
Elle pond ensuite 2 à 3 œufs gris olive ou blanc verdâtre qu'elle couve une quinzaine de jours.
Les deux parents nourrissent les oisillons.

## Taxinomie
Cette espèce comprend 6 sous-espèces :
- Irena puella puella (Latham, 1790) — Sud-ouest et sud de l'Inde, nord-est du sous-continent indien, Myanmar, sud de la Chine (Yunnan), Indochine, Thaïlande (sauf région de Bangkok), nord de la péninsule malaise
- Irena puella andamanica Abdulali, 1964 — Îles Andaman et Nicobar
- Irena puella malayensis F. Moore, 1854 — Sud de la péninsule malaise
- Irena puella crinigera Sharpe, 1877 — Sumatra, Bangka, Belintung et Bornéo
- Irena puella turcosa Walden, 1870 — Java
- Irena puella tweeddalei Sharpe, 1877 — Ouest des Philippines (Calamians, Palawan, Balabac)